# بياتشريتي دي إستي
بياتريتشي دي إستى (بالإنجليزية: Beatrice d`Este)، (29 يونيو 1475- 3 يناير 1497)، دوقة مدينتي باري وميلانو الإيطالية وزوجة الدوق "لودوفيكو سفورزا، والمعروف باسم "المورو Il Moro".
اشتهرت كواحدة من أجمل وأذكى أميرات عصر النهضة الإيطالي؛ حيث تنتمي لعائلة إستي؛ فكانت الابنة الأصغر لإركولي إي ديستي، وأخت لألفونسو ديست، وإيزابيلا دي إيستي التي تميزت بياتريتشي مثلها بذوقها الرفيع في الموضة حتى ابتكرت أنماط جديدة للملابس.

## زواجها
كانت عائلتي «إيستي» في مدينة فيرارا، و«سفورزو» في مدينة ميلانو تجمعهم علاقة ودية طيبة طويلة. ولتوطيد العلاقات بين العائلتين، طلب لودوفيكو سفورزا رسمياً من إركولي ديست أن يزوجه ابنته في عام 1490.
كان لودوفيكو سفورزا - الذي كان آنذاك دوق مدينة باري والوصي على دوق مدينة ميلانو- قد تقدم في الأساس لخطبة إيزابيلا الأخت الكبرى لبياتريتشى، ولكن عرض والدها على لودوفيكو سفورزا الزواج من أختها بياتريتشى بدلًا منها لأن إيزابيلا  بالفعل قد وعدت فرانشيسكو جونزاجا بالزواج. لم يبدِ «المورو» أي أعتراض على هذا الاقتراح، وبالفعل تزوج بياتشريتشى عام 1491.
في عام 1490، تحدد موعد حفل الزفاف الرسمي المزدوج بين «بياتريتشي من لودوفيكو»، و«إيزابيلا من فرانشيسكو» في الوقت ذاته، بينما كان لودوفيكو دوق باري كان قد أجله من قبل أكثر من مرة. ولكن في النهاية وبعد مرور عام من تاريخه، أُقيم حفل الزفاف الرسمي المزدوج بين عائلتي إستى وسفورسو، فتزوج كلًا من: «بياتشريتشى من لوديفيكو»، وشقيق بياتريتشى «ألفونسو ديست» من اخت جان جالياتسو سفورزا «آنا سفورزا» في حفل نظم ألحانه ليوناردو دافينشي.